# Macrotrichaphis
Macrotrichaphis  (лат.) — род тлей из подсемейства Aphidinae (Macrosiphini). Восточная Сибирь и Восточная Азия (Корея, Япония).

## Описание
Мелкие насекомые, длина около 1,9—2,3 мм.
Ассоциированы с растениями Saussurea, Artemisia. Близок к тлям рода Uroleucon, но с 5 щетинками на передних лапках.
- Macrotrichaphis yatsugatakensis Miyazaki, 1971[2]
- Macrotrichaphis rarissima Pashchenko